# Cyanea copelandii
Cyanea copelandii är en klockväxtart som beskrevs av Joseph Rock. Cyanea copelandii ingår i släktet Cyanea, och familjen klockväxter.

## Underarter
Arten delas in i följande underarter:
- C. c. copelandii
- C. c. haleakalaensis